# Abstrakcja teoretyczna
Abstrakcja teoretyczna (w kontekście ekonomii) – opisanie rzeczywistości gospodarczej i stworzenie jej syntetycznego obrazu, polegające na wyodrębnieniu najistotniejszych elementów procesu gospodarczego oraz pominięciu zbędnych szczegółów. Takie postępowanie ma na celu uproszczenie niezwykle złożonej gospodarki, w której panują liczne powiązania pomiędzy poszczególnymi podmiotami. Uproszczenie sieci współzależności przyczynia się do ułatwionej interpretacji rzeczywistości oraz uproszczonej analizy zachodzących w niej zjawisk. Instrumentem pomocnym przy tworzeniu syntetycznego obrazu zjawisk gospodarczych jest model ekonomiczny.